# Nexus 4/Shine
Nexus 4/Shine è il secondo singolo estratto dall'album Butterfly il 27 agosto 2008. Il singolo ha raggiunto la seconda posizione della classifica Oricon dei singoli più venduti in Giappone, vendendo 135 295 copie. Il brano Shine è stato utilizzato come sigla d'apertura per l'anime Seirei no moribito.

## Tracce
CD Singolo KSCL-1277
1. NEXUS 4 - 3:51
2. SHINE - 4.10
3. NEXUS 4 (hydeless version) - 3:51
4. SHINE (hydeless version) - 4:04

Durata totale: 15:45

## Classifiche
| Classifica (2008) | Posizione più alta |
| ----------------- | ------------------ |
| Giappone (Oricon) | 2                  |